# Уман (гора в Перу)

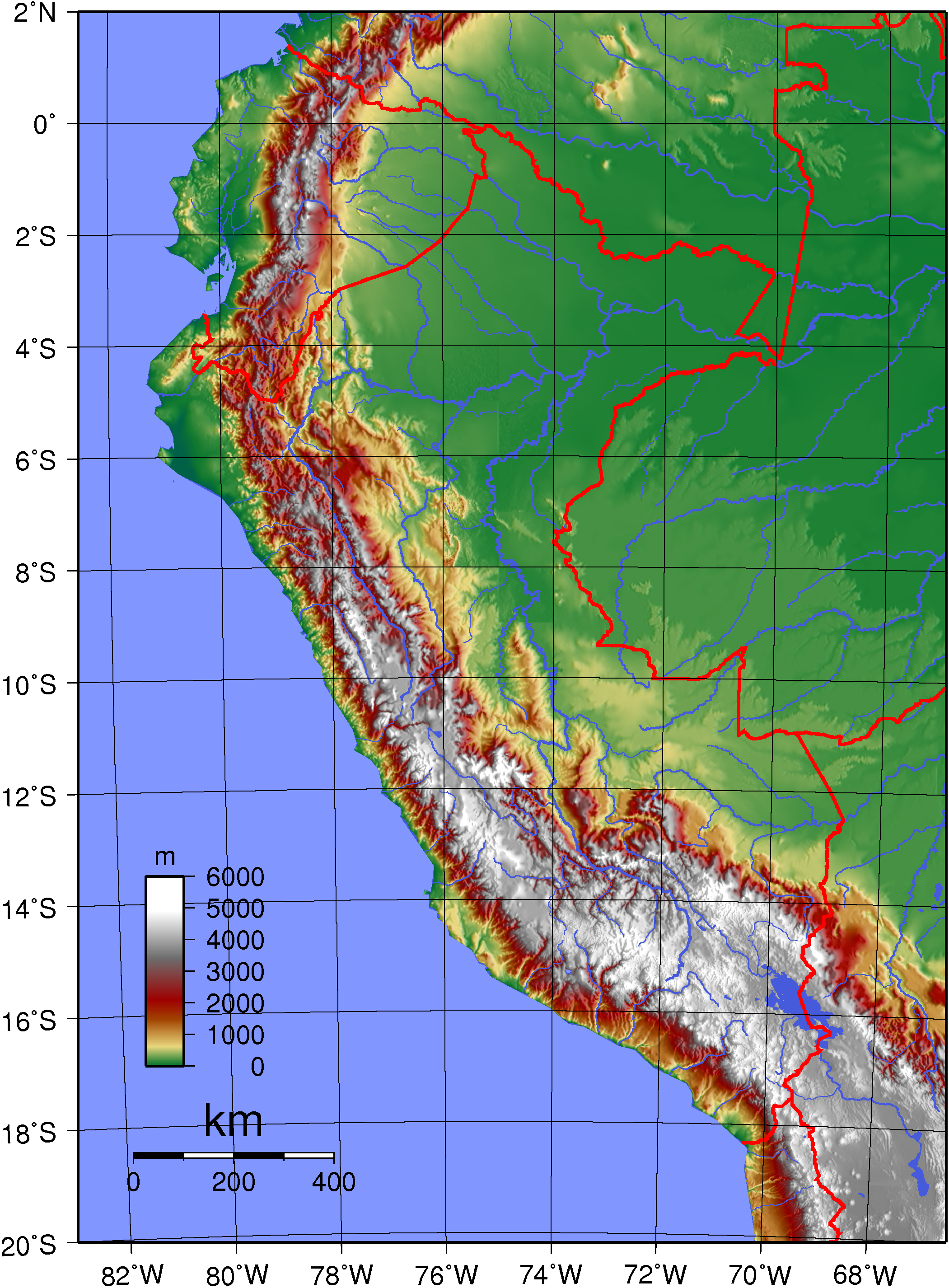

Уман (мовою кечуа uma голова, -n суфікс) — гора висотою 5431 м у  Центральній Кордильєрі в Перу в Андах. Гора розташована у регіоні Ліма, провінції Яуйос, на кордоні районів  Мірафлорес і  Танта. Уман лежить на захід від озера під назвою Піскукуша (Pisququcha) і північний схід від Вайна Кутуні (Wayna Qutuni), Кутуні (Qutuni) і Альтарніюк (Altarniyuq).